# Henryk Jerzy Chmielewski

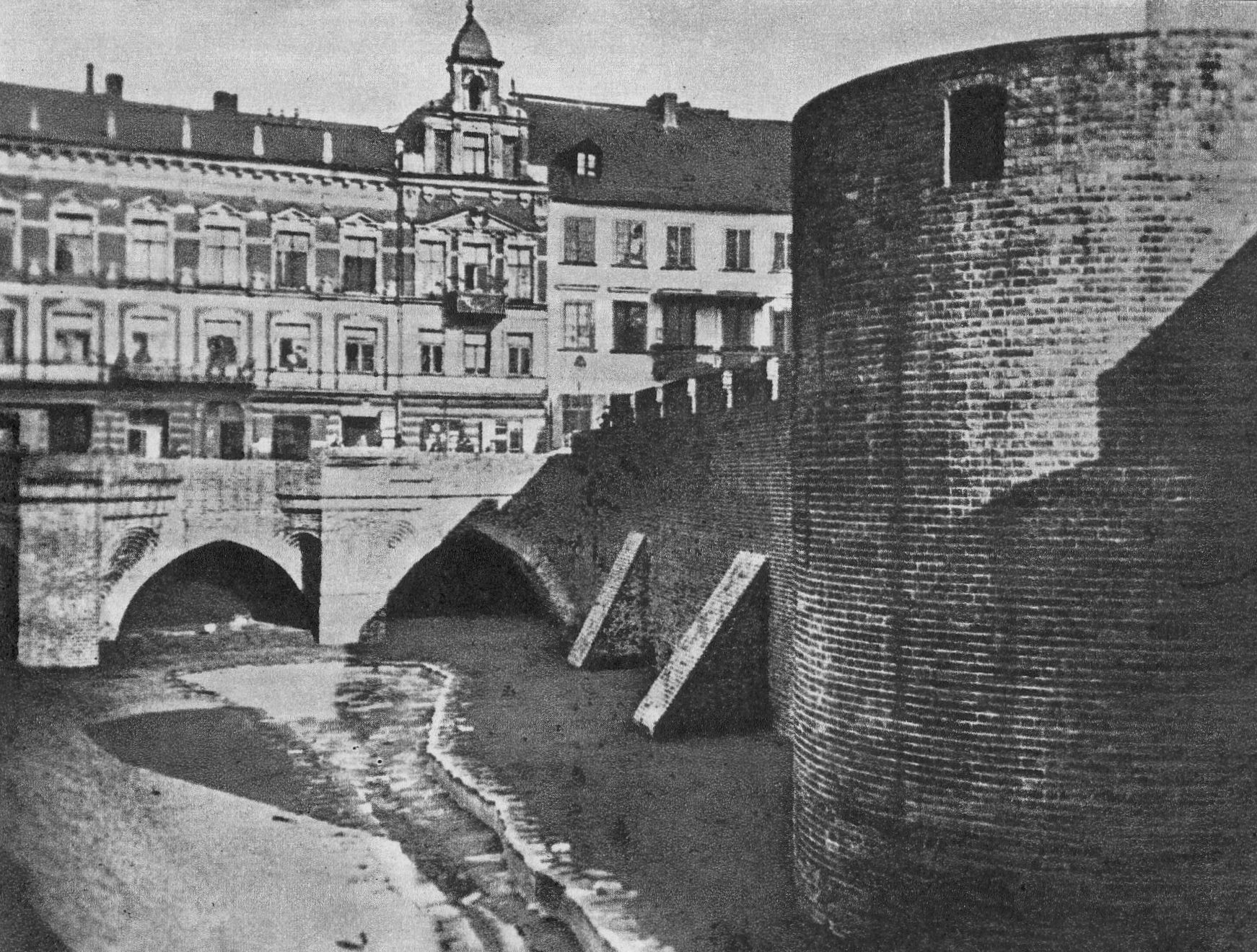
Kamienica Piwnica Gdańska przy ul. Nowomiejskiej 18/22 (pierwsza z lewej), w której do 1944 mieszkał Henryk Chmielewski. Budynek został wzniesiony w miejscu Barbakanu, widoczne są jego dolne partie odsłonięte wraz z murami obronnymi w latach 30. Do historii kamienicy nawiązuje tytuł autobiografii Chmielewskiego Urodziłem się w Barbakanie (1999)

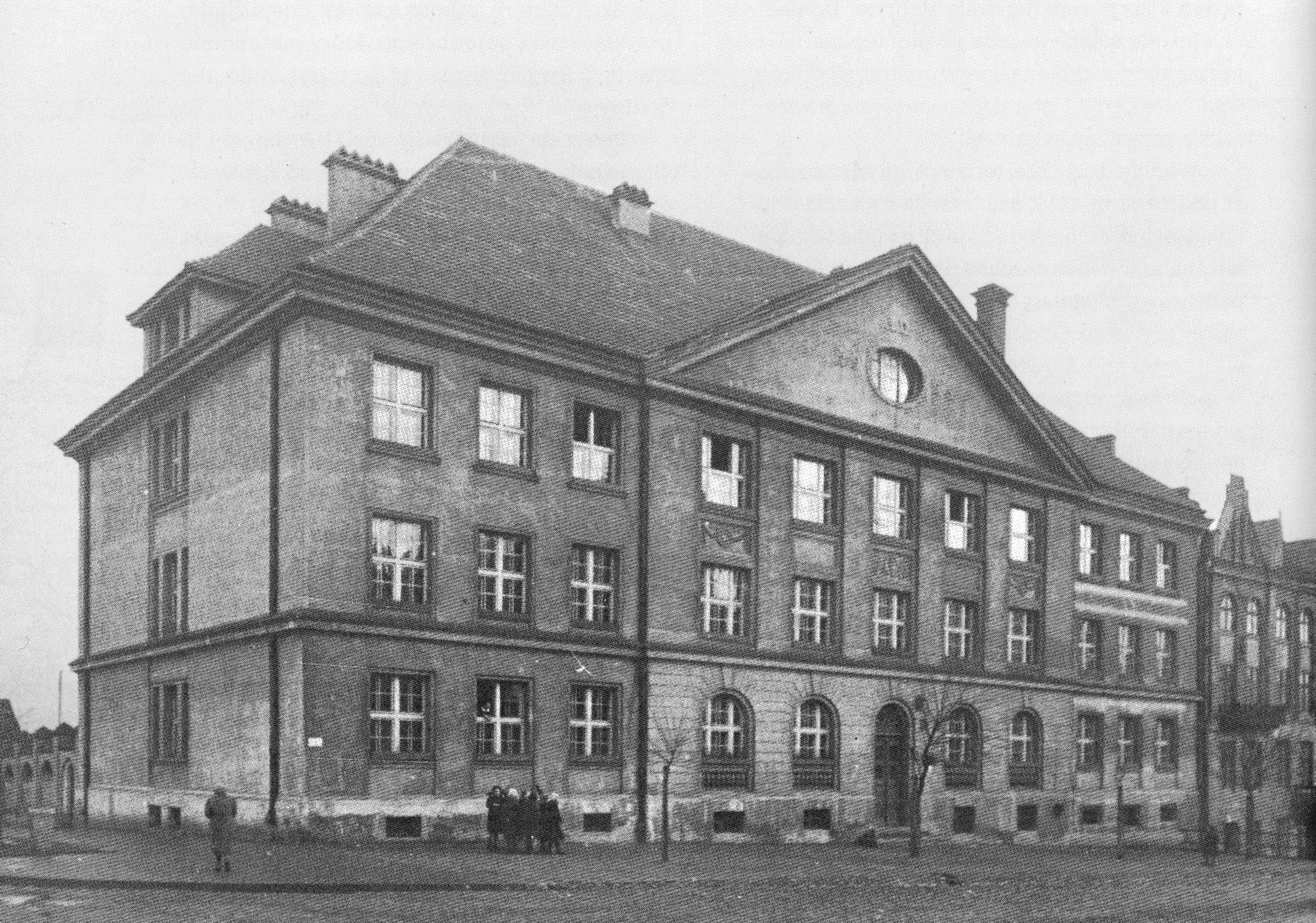
Publiczna Szkoła Powszechna nr 3 przy ul. Rybaki 32, do której w latach 1930–1936 uczęszczał Chmielewski. Budynek został zniszczony w 1944 roku

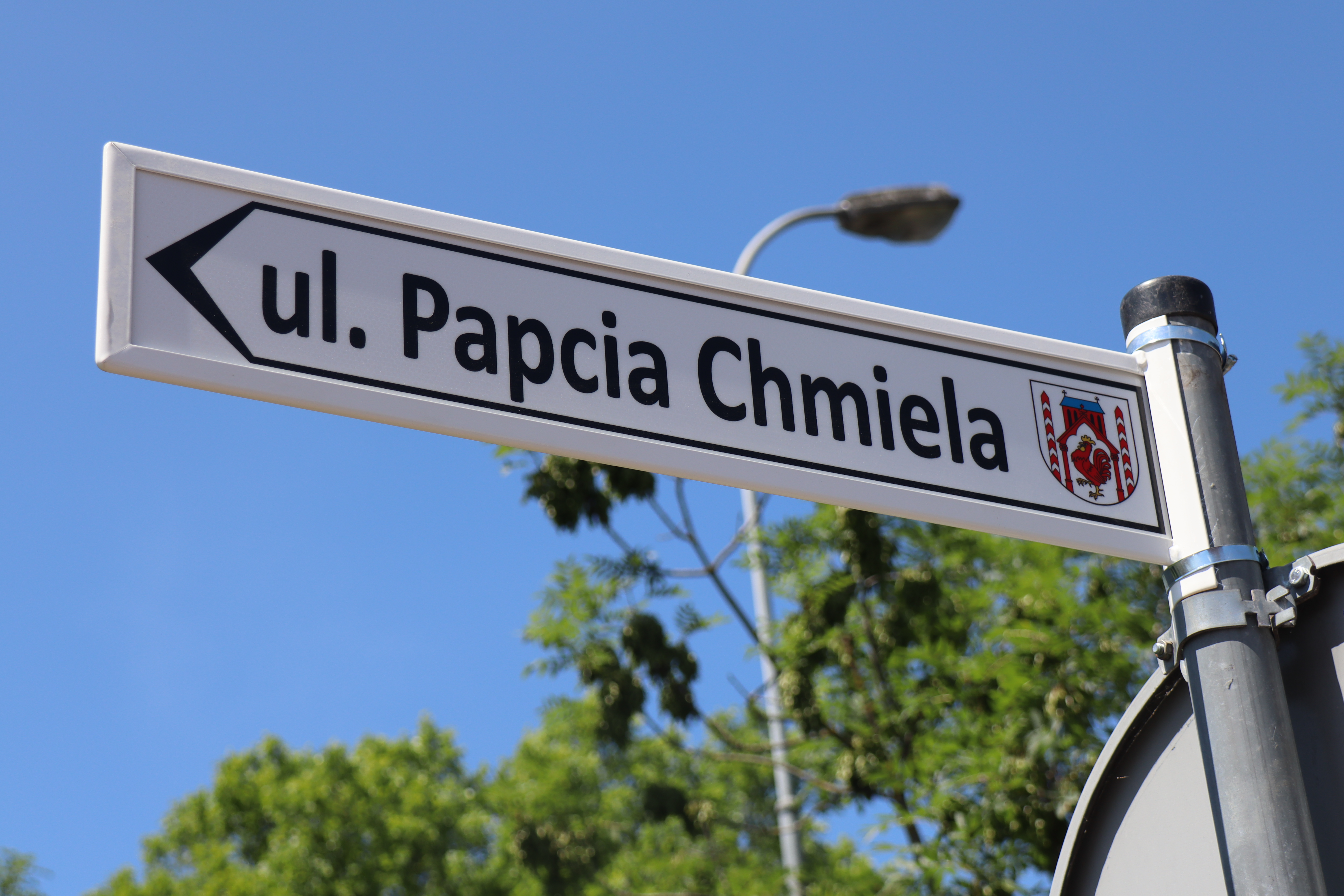
Ulica Papcia Chmiela w Słubicach, pierwsza w Polsce.

Henryk Jerzy Chmielewski, ps. „Papcio Chmiel” (ur. 7 czerwca 1923 w Warszawie, zm. 22 stycznia 2021 tamże) – polski grafik, rysownik i publicysta, autor serii komiksowej „Tytus, Romek i A’Tomek”, powstaniec warszawski. Kawaler Orderu Orła Białego.

## Życiorys
Urodził się i mieszkał w kamienicy nazywanej Piwnicą Gdańską przy ul. Nowomiejskiej 18/20 m. 7 w Warszawie. Zniszczony w 1944 budynek nie został odbudowany po wojnie (na jego miejscu znajduje się zrekonstruowany Barbakan). W latach 1930–1936 uczęszczał do Publicznej Szkoły Powszechnej nr 3 przy ul. Rybaki 32. W 1936 rozpoczął naukę w prywatnym męskim Gimnazjum im. Stefana Żeromskiego Towarzystwa Przyjaciół Polskich Szkół Średnich przy ul. Marszałkowskiej 150. Był członkiem 70. Warszawskiej Drużyny Harcerskiej.
Opuścił miasto 7 września 1939, po radiowym apelu Romana Umiastowskiego, i dotarł do Łukowa. Wrócił do Warszawy w październiku 1939.
W marcu 1943 złożył przysięgę i został żołnierzem Armii Krajowej. Otrzymał pseudonim „Jupiter”. We wrześniu 1943 rozpoczął naukę w nowo uruchomionej Państwowej Szkole Budownictwa. W czasie powstania warszawskiego był żołnierzem w stopniu starszego strzelca w szeregach 7 pułku piechoty AK „Garłuch”. Najważniejszym zadaniem pułku było opanowanie lotniska na Okęciu. Atak został jednak odwołany. W dniach 1 i 2 sierpnia 1944 część żołnierzy „Garłucha” poległa lub została wzięta do niewoli (w tym 1 sierpnia Henryk Chmielewski), większości udało się jednak wycofać lub rozproszyć po okolicy.
Z powodu zniszczenia lewobrzeżnej Warszawy, w 1945 zamieszkał przy ul. Nawrot 8 m. 15 w Łodzi. W marcu 1945 rozpoczął pracę w Centralnym Zarządzie Przemysłu Włókienniczego jako kreślarz w Wydziale Technicznym oraz rozpoczął naukę w drugiej klasie licealnej prywatnego Gimnazjum im. Duczymińskiego. W lipcu 1945 został powołany do wojska. Służył w Toruniu.
Karierę graficzną rozpoczął w wojsku, od opieki nad gazetką. Po przejściu do cywila w sierpniu 1947 pracował jako rysownik, początkowo w „Świecie Przygód”, następnie w „Świecie Młodych”. W latach 1950–1956 studiował na Akademii Sztuk Plastycznych w Warszawie na Wydziale Grafiki. Był autorem kontynuacji serii komiksowej „Sierżant King z królewskiej konnicy” (1947) oraz komiksów własnego pomysłu „Sadełko i Szczudełko” (1948), „Witek sprytek” (1955–1957) i „Cyrk Bum Tarara” (1957).
Szerzej znany z bardzo popularnej, ukazującej się od 1957, serii komiksów „Tytus, Romek i A’Tomek”, która rozeszła się łącznie w wielomilionowym nakładzie. Przez wiele lat pracował w czasopiśmie „Świat Młodych”, w którym publikował kolejne odcinki. W latach 1989–1990 powstały dwa dziesięciominutowe odcinki serialu animowanego pt. „Narodziny Tytusa” oraz „Edukacja”. Dwanaście lat później na podstawie scenariusza wyłonionego w drodze konkursu powstał pełnometrażowy film animowany Tytus, Romek i A’Tomek wśród złodziei marzeń. Do maja 2010 ukazało się 31 części serii komiksów „Tytus, Romek i A’Tomek” oraz książki W odwiedziny do rodziny. Napisał też autobiografię Urodziłem się w Barbakanie (1999, późniejsze wydanie miało tytuł Tarabanie w Barbakanie) oraz jej kontynuacje, Tytus zlustrowany (2007, późniejsze wydanie pod tytułem Żywot człeka zmałpionego). Jest również autorem ilustracji do książki Barbary Tylickiej Generał Ciupinek. W styczniu 2005 premierę miała gra komputerowa Tytus, Romek i A’Tomek – Armia zbuntowanych robotów. W 2009 Poczta Polska wprowadziła do obiegu znaczki pocztowe z Tytusem, Romkiem i A’Tomkiem, a także kolekcjonerską kopertę FDC. Pod koniec 2010 wydawnictwo Agora wydało słuchowisko CD na podstawie XIII księgi przygód „Tytusa, Romka i A’Tomka” – „Wyprawa na wyspy nonsensu” – z dołączoną książeczką z rysunkami Papcia Chmiela, a Poczta Polska wydała w wersji limitowanej kalendarz na rok 2011 – 4 pory uśmiechu z ilustracjami narysowanymi m.in. przez Chmielewskiego. W maju 2011 została wydana książka autorstwa Chmielewskiego pt. Witek sprytek i inne opowieści. W 2015 wydawnictwo Egmont wydało grę planszową Tytus, Romek i A’Tomek, a wydawnictwo Prószyński i S-ka – komiks Elemelementarz. W latach 2009–2020 kontynuował serię Tytus, Romek i A’Tomek w postaci dziesięciu albumów historycznych.
Za swoją twórczość 30 września 1973 roku w Operetce Warszawskiej został uhonorowany Orderem Uśmiechu. W 2005 był członkiem Honorowego Komitetu Lecha Kaczyńskiego w wyborach prezydenckich. W 2006 wspierał kampanię Kazimierza Marcinkiewicza w wyborach na prezydenta stolicy. W 2007 poparł Prawo i Sprawiedliwość w wyborach parlamentarnych i zasiadał w Komitecie Honorowego Poparcia PiS. 31 maja 2007 został odznaczony Złotym Medalem „Zasłużony Kulturze Gloria Artis”. Podczas uroczystości z okazji 65. rocznicy wybuchu powstania warszawskiego, 2 sierpnia 2009 w Parku Wolności, odznaczony Krzyżem Komandorskim Orderu Odrodzenia Polski za wybitne zasługi dla niepodległości Rzeczypospolitej Polskiej, za osiągnięcia w działalności na rzecz rozwoju polskiej kultury. 17 lipca 2013 w Biurze Rady m.st. Warszawy przewodnicząca Rady Ewa Malinowska-Grupińska wręczyła rysownikowi wyróżnienie „Zasłużony dla Warszawy”. W 2019 otrzymał z rąk Prezydenta RP Medal Stulecia Odzyskanej Niepodległości. Pośmiertnie odznaczony Orderem Orła Białego.

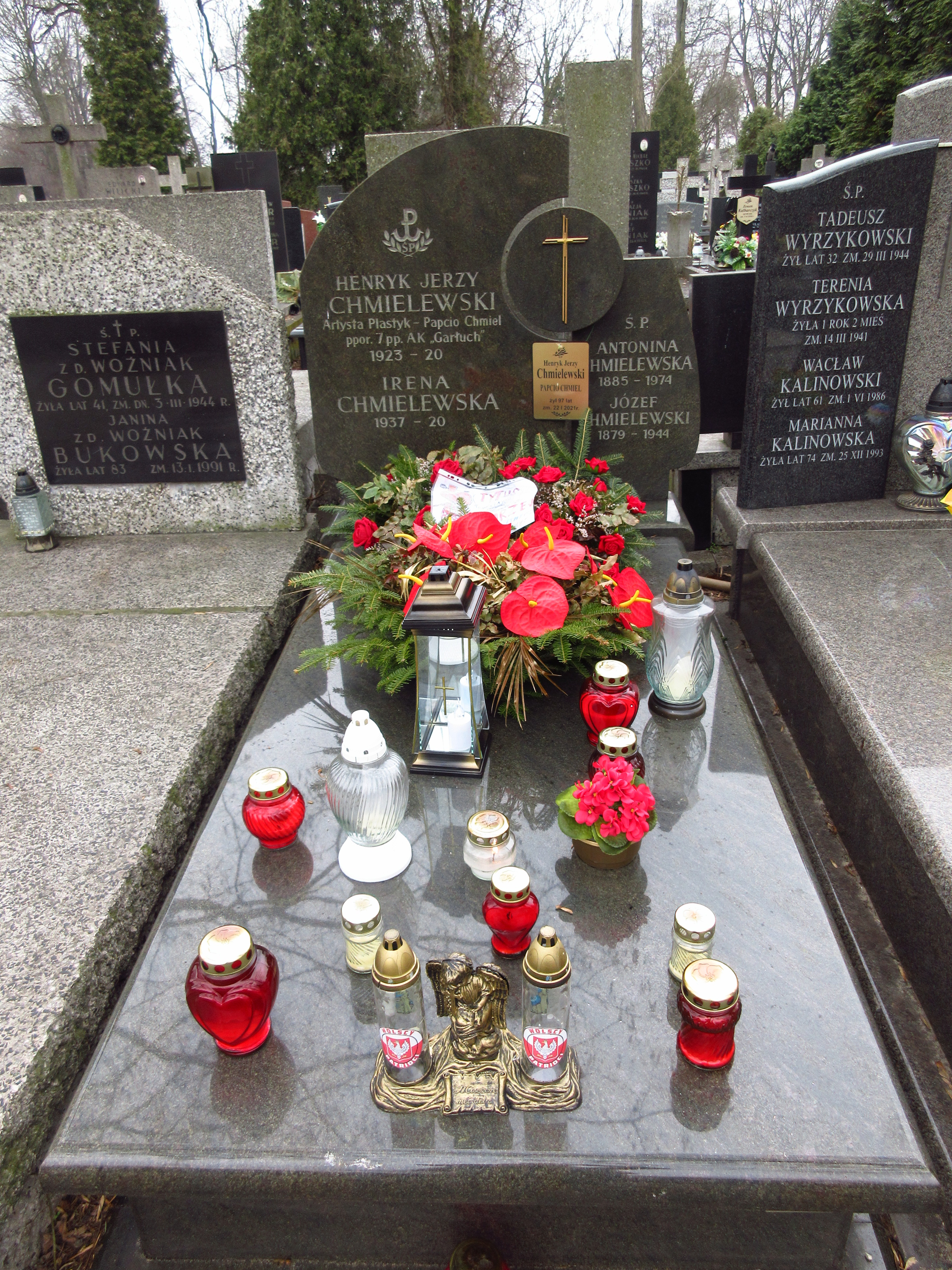
Grób Henryka Jerzego Chmielewskiego na cmentarzu Bródnowskim

Zmarł w nocy z 21 na 22 stycznia 2021 w Warszawie w wieku 97 lat. Uroczystości pogrzebowe odbyły się 10 lutego 2021 w Domu Pogrzebowym na Powązkach Wojskowych, po czym ciało Chmielewskiego zostało złożone w grobie rodzinnym na cmentarzu Bródnowskim (kwatera 18D-6-5).

## Życie prywatne

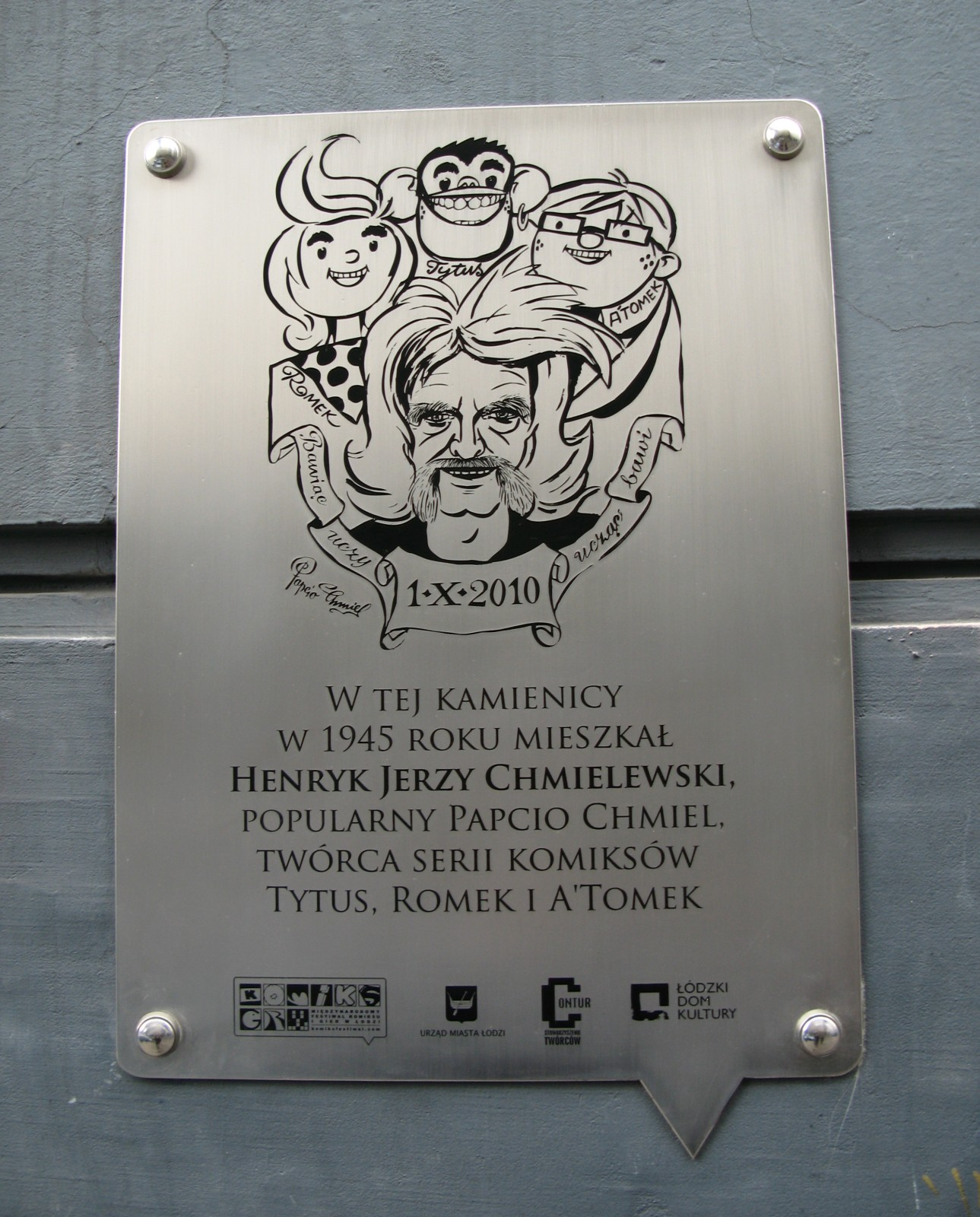
Tytus, Romek i A’Tomek i ich twórca na tablicy pamiątkowej przy ul. Nawrot 8 w Łodzi

Jego ojcem był Józef Chmielewski (1879–1944), a matką Antonina z d. Mikonowicz (1884–1974). Miał dwie siostry: Wacławę (Ogrodowczyk 1910–1997) i Stanisławę (Ostrowską 1912–1975). Ojciec pracował jako woźny, a następnie kasjer w Banku Dyskontowym.
W latach 1949–1974 (rozwód) był żonaty z Anną z domu Śliwińską, z którą miał dwójkę dzieci. Jego syn, Artur Bartłomiej Chmielewski, jest pracownikiem Jet Propulsion Laboratory i w 2014 był menedżerem projektu Rosetta z ramienia NASA. Córka, Monique Lehman, jest artystką i twórczynią gobelinów.
Mieszkał na Mokotowie przy ul. Modzelewskiego, a ostatnie lata życia przy ul. Ku Wiśle.

## Odznaczenia i nagrody
- Srebrny Krzyż Zasługi (1957)
- Krzyż Armii Krajowej
- Order Uśmiechu (1973)[44][45]
- Krzyż Kawalerski Orderu Odrodzenia Polski (1978)
- Warszawski Krzyż Powstańczy (1983)
- Złoty Medal „Zasłużony Kulturze Gloria Artis” (2007)
- Odznaka „Weteran Walk o Wolność i Niepodległość Ojczyzny”
- Odznaka pamiątkowa Akcji „Burza”
- Srebrny Krzyż „Za Zasługi dla ZHP”
- Krzyż Komandorski Orderu Odrodzenia Polski (2009)[46]
- Złoty Łukowski Niedźwiedź (2011)
- Odznaka Zasłużony dla Warszawy (2013)
- Medal Stulecia Odzyskanej Niepodległości (2019)[30]
- Nagroda „Zasłużony dla komiksu polskiego” (2019)[47]
- Order Orła Białego (pośmiertnie, 2021)[48][4]

## Upamiętnienie

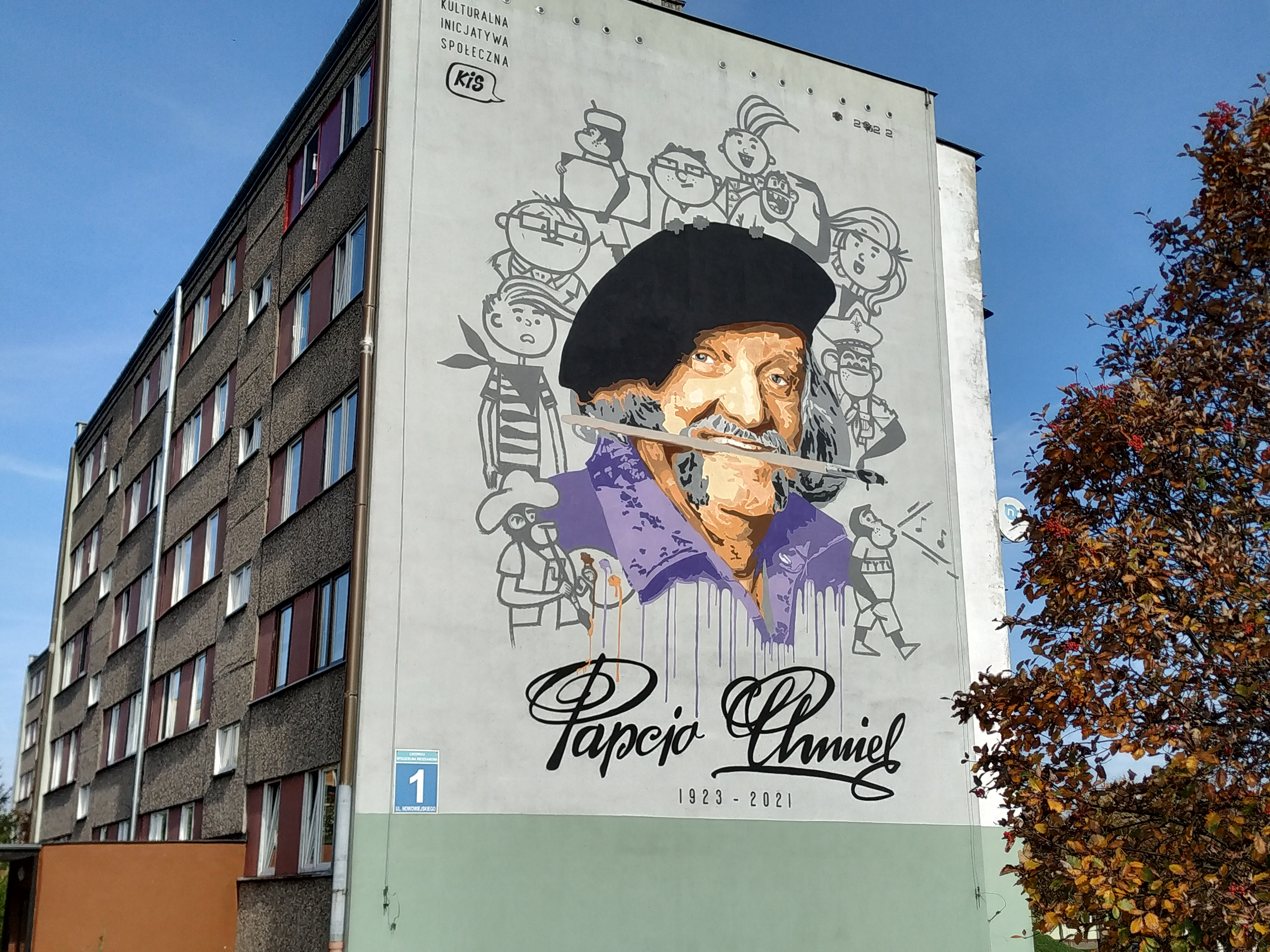
Mural przedstawiający Henryka Jerzego Chmielewskiego na os. Henryka Sienkiewicza w Łukowie

25 marca 2021 roku Rada Miejska w Słubicach jednogłośnie zdecydowała o nazwaniu jednej z ulic w mieście imieniem Papcia Chmiela. To pierwsza tego typu inicjatywa w Polsce, zaś jej pomysłodawcą był dziennikarz Wojciech Obremski. W 2021 na ul. Do Studzienki w Gdańsku powstał mural przedstawiający artystę wraz ze stworzonymi przez niego postaciami Tytusa, Romka i A’Tomka. Mural artysty posiada również Gorzów. W październiku 2022 mural przedstawiający Papcia Chmiela powstał też na ścianie bloku na os. Henryka Sienkiewicza w Łukowie. Imieniem Papcia Chmiela zostały nazwane Szkoły Podstawowe: nr 361 na warszawskiej Białołęce oraz nr 214 na warszawskich Bielanach. W setną rocznicę urodzin artysty na ścianie budynku SP nr 361 odsłonięto mural poświęcony Papciowi.
W Krakowie (u zbiegu alei Focha i ul. Królowej Jadwigi) powstał skwer imienia Papcia Chmiela.
Na skwerze tym 3.06.2023 roku, w 100. rocznicę urodzin Papcia Chmiela została odsłonięta rzeźba wannolotu.
Jest to pomnik w wersji mini. Przedstawia bohaterów komiksu wraz z ich twórcą – Papciem Chmielem. Pełnowymiarowa instalacja przestrzenno-artystyczna, według pomysłodawców pojawić się ma w przyszłości. Do Wannolotu będzie można wsiąść razem z Romkiem i A’Tomkiem, a na odkurzaczu będzie siedział Tytus.

## Publikacje
- Program teatralny, 1984
- Plany lekcji (wiele wzorów)
- Kolorowanka, cz. I i II, MAW 1984
- Urodziłem się w Barbakanie, Prószyński i S-ka 1999 (I tom autobiografii)
- Serial animowany, dwa odcinki 1990
- Kolorowanka, cz. III, Jaworski 2001
- Pocztówka, Jasełka
- Pocztówka, WOŚP Gliwice 2000

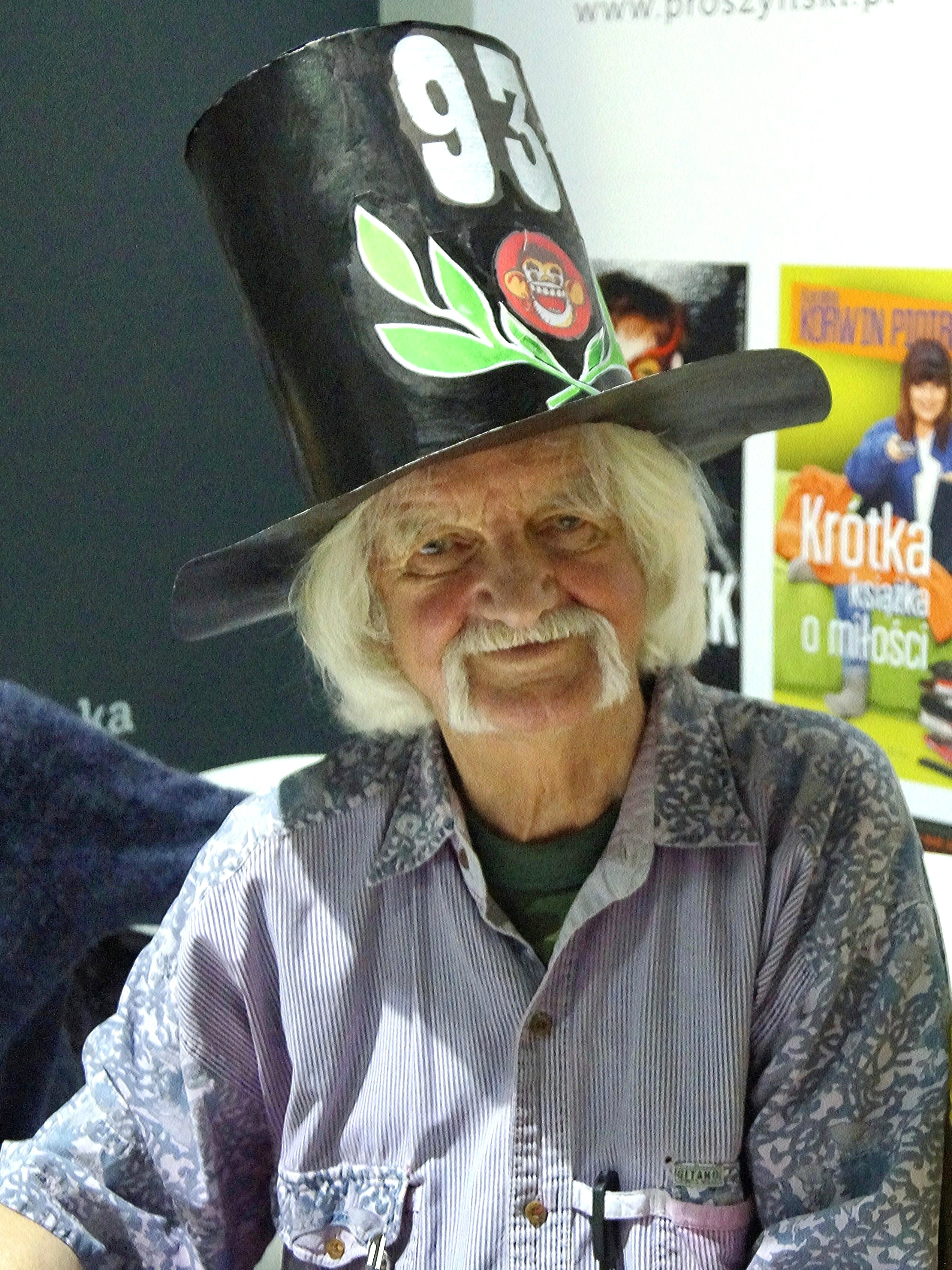
Henryk Jerzy Chmielewski na Warszawskich Targach Książki (2016)

- Kalendarzyk kieszonkowy, WOŚP Gliwice 2000

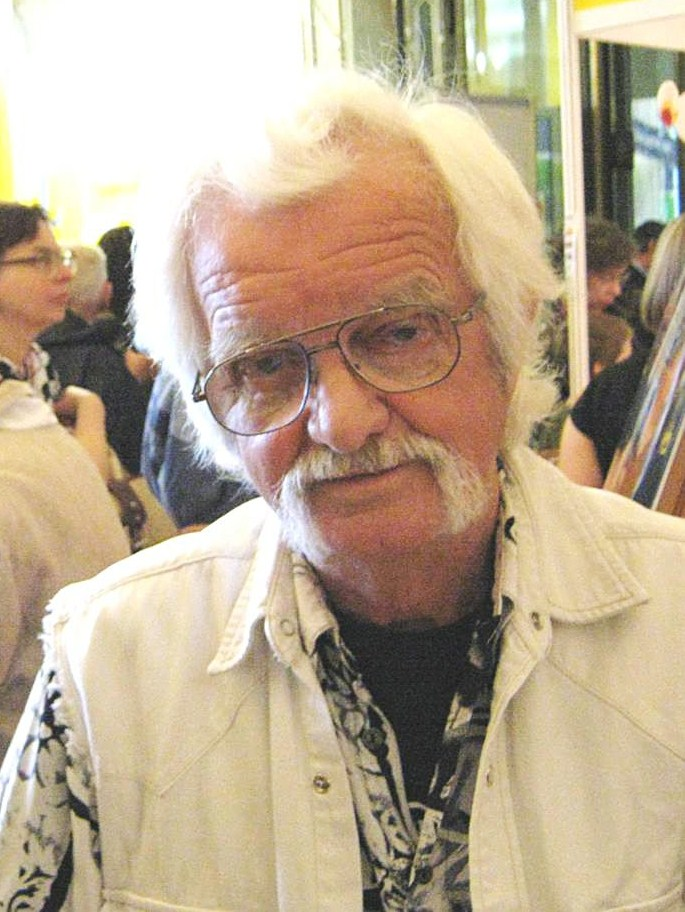
Henryk Jerzy Chmielewski (2009)

- Tytus kwestarzem WOŚP Gliwice 2000
- Malujemy Tytusa, książka do kolorowania, Księgarnia Prawnicza 2002
- Tytus, Romek i A’Tomek wśród złodziei marzeń, film 2003
- Figurki bohaterów filmu (Tytus, A’Tomek, Romek, prof. T.Alent), KFC 2003
- Tramwajolot, model kartonowy do składania, KFC 2003
- Kalendarze ścienne, jednokartkowe 2003
- Tytus zlustrowany, Młodzieżowy Dom Kultury w Opolu 2006 (II tom autobiografii)
- W odwiedziny do rodziny, Księgarnia Prawnicza 2006
- Epitafia i mowy pożegnalne Papcia Chmiela, nakład własny 2010
- Tarabanie w Barbakanie, Prószyński i S-ka 2013 (zaktualizowana wersja książki Urodziłem się w Barbakanie, I tom autobiografii)
- Kubeczki z Tytusem firmy „Dimo” oraz kubki termiczne (Empik)
- Żywot człeka zmałpionego, Prószyński i S-ka 2016 (zaktualizowana wersja książki Tytus zlustrowany, II tom autobiografii)

### Komiksy

#### „Książeczkowe”
- Księga I – Tytus zostaje harcerzem, wyd. I 1966, Wydawnictwo Harcerskie, wyd. V (na nowo narysowane) 1988, Młodzieżowa Agencja Wydawnicza
- Księga II – Tytus otrzymuje prawko jazdy, wyd. I 1967, Wydawnictwo Harcerskie, wyd. IV (na nowo narysowane) 1990, Prószyński i S-ka
- Księga III – Tytus kosmonautą, wyd. I 1968, Wydawnictwo Harcerskie, wyd. IV (na nowo narysowane) 1992, Prószyński i S-ka
- Księga IV – Tytus żołnierzem, wyd. I 1969, Wydawnictwo Harcerskie, wyd. IV (w pełni kolorowe) 2001, Prószyński i S-ka
- Księga V – Podróż do ćwierć koła świata, wyd. I 1970, Wydawnictwo Harcerskie „Horyzonty”
- Księga VI – Tytus olimpijczykiem, wyd. I 1971, Wydawnictwo Harcerskie „Horyzonty”, wyd. II (w pełni kolorowe) 2003, Prószyński i S-ka
- Księga VII – Tytus poprawia dwójkę z geografii Polski, wyd. I 1972, Wydawnictwo Harcerskie „Horyzonty”, wyd. IV (w pełni kolorowe, rozszerzone) 1990, Prószyński i S-ka
- Księga VIII – Tytus zdobywa sprawność astronoma, wyd. I 1973, Wydawnictwo Harcerskie „Horyzonty”
- Księga IX – Tytus na dzikim zachodzie, wyd. I 1974, Wydawnictwo Harcerskie „Horyzonty”
- Księga X – Ochrona przyrody, wyd. I 1975, Wydawnictwo Harcerskie „Horyzonty”, wyd. II (zmienione i rozszerzone) 1991, Prószyński i S-ka
- Księga XI – Ochrona zabytków, 1975, „Świat Młodych”, wyd. I 1977, Wydawnictwo Harcerskie „Horyzonty”, wyd. II (w pełni kolorowe, rozszerzone) 1990, Prószyński i S-ka
- Księga XII – Operacja „Bieszczady”, 1976, „Świat Młodych”, wyd. I 1977, Młodzieżowa Agencja Wydawnicza
- Księga XIII – Wyprawa na Wyspy Nonsensu, 1977, „Świat Młodych”, wyd. I 1979, Młodzieżowa Agencja WydawniczaReklama Międzynarodowego Festiwalu Komiksu i Gier w Łodzi przedstawiająca Tytusa de Zoo, postać stworzoną przez Papcio Chmiela

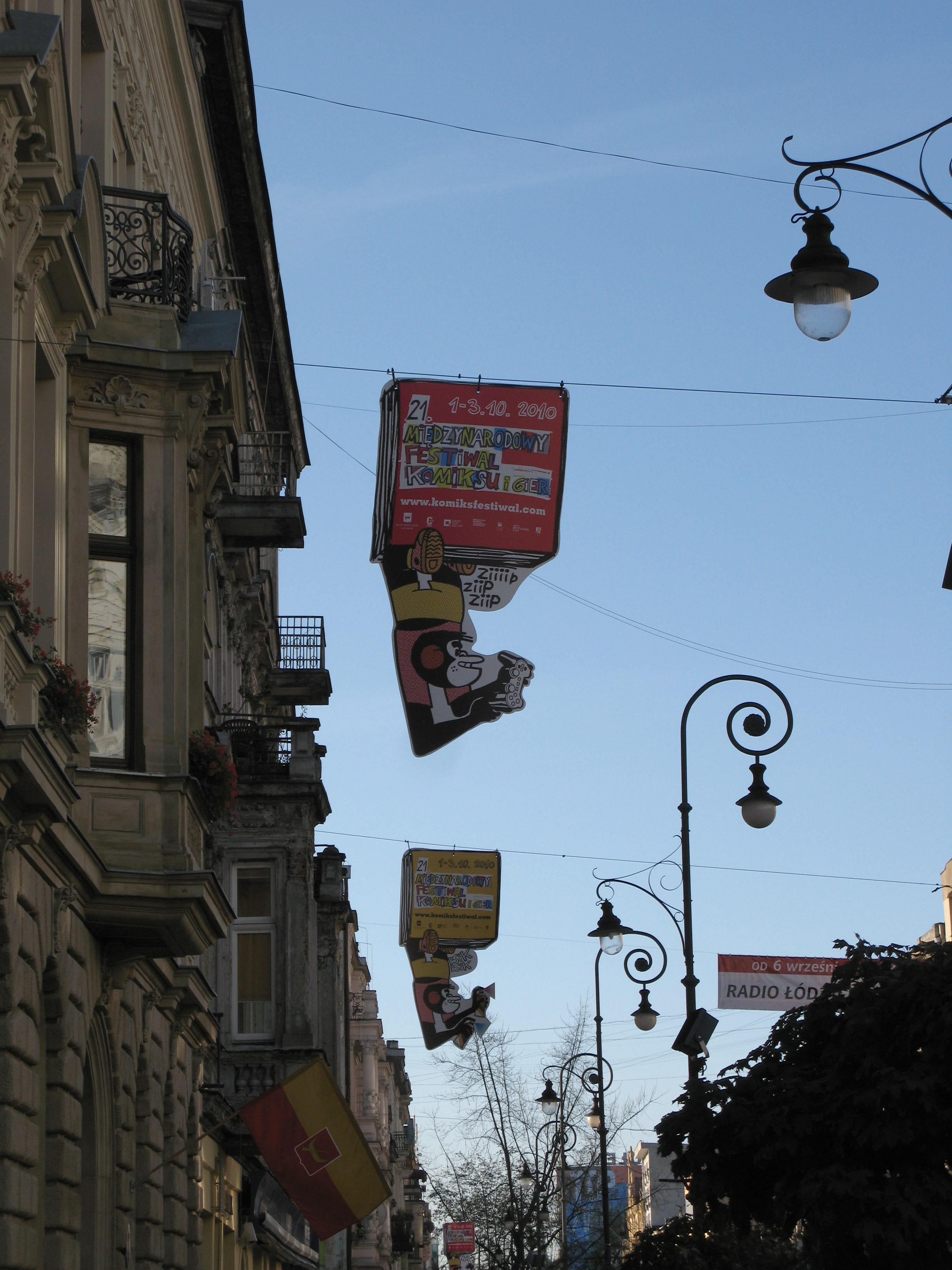
Reklama Międzynarodowego Festiwalu Komiksu i Gier w Łodzi przedstawiająca Tytusa de Zoo, postać stworzoną przez Papcio Chmiela

- Księga XIV – Nowe metody nauczania, 1978, „Świat Młodych”, wyd. I 1980, Młodzieżowa Agencja Wydawnicza
- Księga XV – Tytus geologiem, 1979, „Świat Młodych”, wyd. I 1982, Młodzieżowa Agencja Wydawnicza
- Księga XVI – Tytus dziennikarzem, 1980, „Świat Młodych”, wyd. I 1982, Młodzieżowa Agencja Wydawnicza
- Księga XVII – Uczłowieczanie Tytusa przez umuzykalnienie, 1983, „Świat Młodych”, wyd. I 1985, Młodzieżowa Agencja Wydawnicza
- Księga XVIII – Tytus plastykiem, 1985, „Świat Młodych”, wyd. I 1987, Młodzieżowa Agencja Wydawnicza
- Księga XIX – Tytus aktorem, wyd. I 1991, Prószyński i S-ka
- Księga XX – Druga wyprawa na Wyspy Nonsensu, wyd. I 1992, Prószyński i S-ka
- Księga XXI – Tytus entomologiem, wyd. I 1994, Prószyński i S-ka
- Księga XXII – Walka z przestępczością, wyd. I 1996, Prószyński i S-ka
- Księga XXIII – Tytus tajnym agentem, wyd. I 1997, Prószyński i S-ka
- Księga XXIV – Wstąpienie do NATO, wyd. I 1998, Prószyński i S-ka
- Księga XXV – Tytus się żeni, wyd. I 2000, Prószyński i S-ka
- Księga XXVI – Podróż poślubna Tytusa, wyd. I 2001, Wydawnictwo Jaworski
- Księga XXVII – Tytus graficiarzem, wyd. I 2002, Egmont
- Księga XXVIII – Tytus internautą, wyd. I 2003, Egmont
- Księga XXIX – Tytus piernikarzem, wyd. I 2004, Egmont
- Księga XXX – Wyprawa po owoce chichotu, wyd. I 2006, Księgarnia Prawnicza
- Księga XXXI – Tytus kibicem, wyd. I 2008, Axel Springer oraz Egmont
- Tytus, Romek i A’Tomek jako warszawscy powstańcy 1944 z wyobraźni Papcia Chmiela narysowani, wyd. I 2009, Prószyński i S-ka
- Tytus, Romek i A’Tomek w Bitwie Warszawskiej 1920 r., wyd. I 2010, Prószyński i S-ka
- Tytus, Romek i A’Tomek w Bitwie Grunwaldzkiej 1410 r., wyd. I 2011. Prószyński i S-ka
- Tytus, Romek i A’Tomek w odsieczy wiedeńskiej 1683 roku, wyd. I 2012, Prószyński i S-ka
- Tytus, Romek i A’Tomek w wojnie o niepodległość Ameryki, wyd. I 2013, Prószyński i S-ka
- Tytus, Romek i A’Tomek jako rycerze Bolesława Krzywoustego, wyd. I 2014, Prószyński i S-ka
- Tytus, Romek i A’Tomek poznają historię hymnu Polski, wyd. I 2016, Prószyński i S-ka
- Tytus, Romek i A’Tomek obchodzą 100-lecie odzyskania niepodległości, wyd. I 2018, Prószyński i S-ka
- Tytus, Romek i A’Tomek na jedwabnym szlaku, wyd. I 2019, Prószyński i S-ka
- Tytus, Romek i A’Tomek pomagają księciu Mieszkowi ochrzcić Polskę, wyd. I 2021, Prószyński i S-ka
- Księga zero, zbiór najstarszych historii ze Świata Młodych, Egmont 2002
- Księga 80-lecia, zbiór starych i nowych historii ze Świata Młodych i innych źródeł 2003
- Tytus, Romek i A’Tomek – (8 złotych ksiąg), wyd. I 2002–2008, Prószyński i S-ka
- Witek Sprytek i inne opowieści, wyd. I 2011, Ongrys
- Elemelementarz, wyd. I 2015, Prószyński i S-ka

#### Gazetowe, promocyjne itp.
- Tytus, Romek i A’Tomek – W kosmosie. Spotkanie z Tytusem, „Świat Młodych” 1957
- Tytus, Romek i A’Tomek – Podróż do Australii, „Świat Młodych” 1958
- Tytus, Romek i A’Tomek – Na Wyspach Bożego Narodzenia, „Świat Młodych” 1959
- Tytus, Romek i A’Tomek – Podróż w czasie, „Świat Młodych” 1960, wyd. albumowe zmienione: Księga VIII
- Tytus, Romek i A’Tomek – Różne przygody, „Świat Młodych” 1961
- Tytus, Romek i A’Tomek – Na obozie harcerskim, „Świat Młodych” 1962, wyd. albumowe zmienione: Księga I
- Tytus, Romek i A’Tomek – Rozalia, „Świat Młodych” 1962, wyd. albumowe zmienione: Księga II
- Tytus, Romek i A’Tomek – Podróż poduszkowcem, „Świat Młodych” 1963
- Tytus, Romek i A’Tomek – Tytus w redakcji. Zawody Tytusa, „Świat Młodych” 1964
- Tytus, Romek i A’Tomek – Wyprawa autokonikiem i wirolotem, „Świat Młodych” 1964
- Tytus, Romek i A’Tomek – Spółdzielnia „Odnawianko”, „Świat Młodych” 1965
- Tytus, Romek i A’Tomek – Zabawa w wojsko, „Świat Młodych” 1965, wyd. albumowe zmienione: Księga IV
- Tytus, Romek i A’Tomek – W kosmosie, „Świat Młodych” 1966, wyd. albumowe zmienione: Księga III
- Tytus, Romek i A’Tomek – Jednoplanszowe przygody, „Świat Młodych” 1967
- Tytus, Romek i A’Tomek – Wyprawa wannolotem na olimpiadę w Meksyku, „Świat Młodych” 1968
- Tytus, Romek i A’Tomek – Tytus w szkole, „Świat Młodych” 1970
- Tytus, Romek i A’Tomek – Western, „Świat Młodych” 1970, wyd. albumowe zmienione: Księga IX
- Tytus, Romek i A’Tomek – Wyprawa pod głaz babci Straszakowej, „Świat Młodych” 1971
- Tytus, Romek i A’Tomek – Mielolotem przez epoki historyczne, „Świat Młodych” 1972
- Tytus, Romek i A’Tomek – Wycieczka zimowa. Wyprawa na Wyspy Mrówcze, „Świat Młodych” 1973
- Tytus, Romek i A’Tomek – Wyprawa młynkolotem, „Świat Młodych” 1974
- Tytus, Romek i A’Tomek – 35 lat „Świata Młodych”, „Świat Młodych” 1984
- Tytus, Romek i A’Tomek – W teatrze, „Świat Młodych” 1985
- Tytus, Romek i A’Tomek – Historie przedksiążeczkowe, „Super Boom” 1993–1994
- Tytus – Reklama lodów, „Super Boom” 1994
- Tytus, Romek i A’Tomek – Humoreski, „Gazeta Wyborcza” wyd. krakowskie 1994
- Tytus, Romek i A’Tomek – Humoreski, „Super Express – Gilotyna” 1996
- Tytus i telewizja, Super-TV 1996
- Tytus gorylem, Krakers 1997
- Tytus na WOŚP w Gliwicach, 2000
- Tytus księga TVP, Biuro reklamy TVP 2000
- Tytus sprzedaje maszynkę do ostrzenia żyletek, Biuro reklamy TVP 2000
- Tytus, Romek i A’Tomek – 2014

### Pozostałe
- Szczudełko i Sadełko, „Świat Przygód” 1947–1948
- Witek Sprytek i As, „Świat Młodych” 1955
- Cyrk Bum Tarara, „Świat Młodych” 1957
- Piechotek i Miechotek, „Świat Młodych” 1959
- Meteor 8 nie odpowiada, „Świat Młodych” 1959
- Tata Pafnucy, „Złom na szkoły 1000-lecia” 1961 i „Zbierajmy Złom” 1962 Tata Pafnucy, „Złom na szkoły 1000-lecia” 1961 i „Zbierajmy Złom” 1962

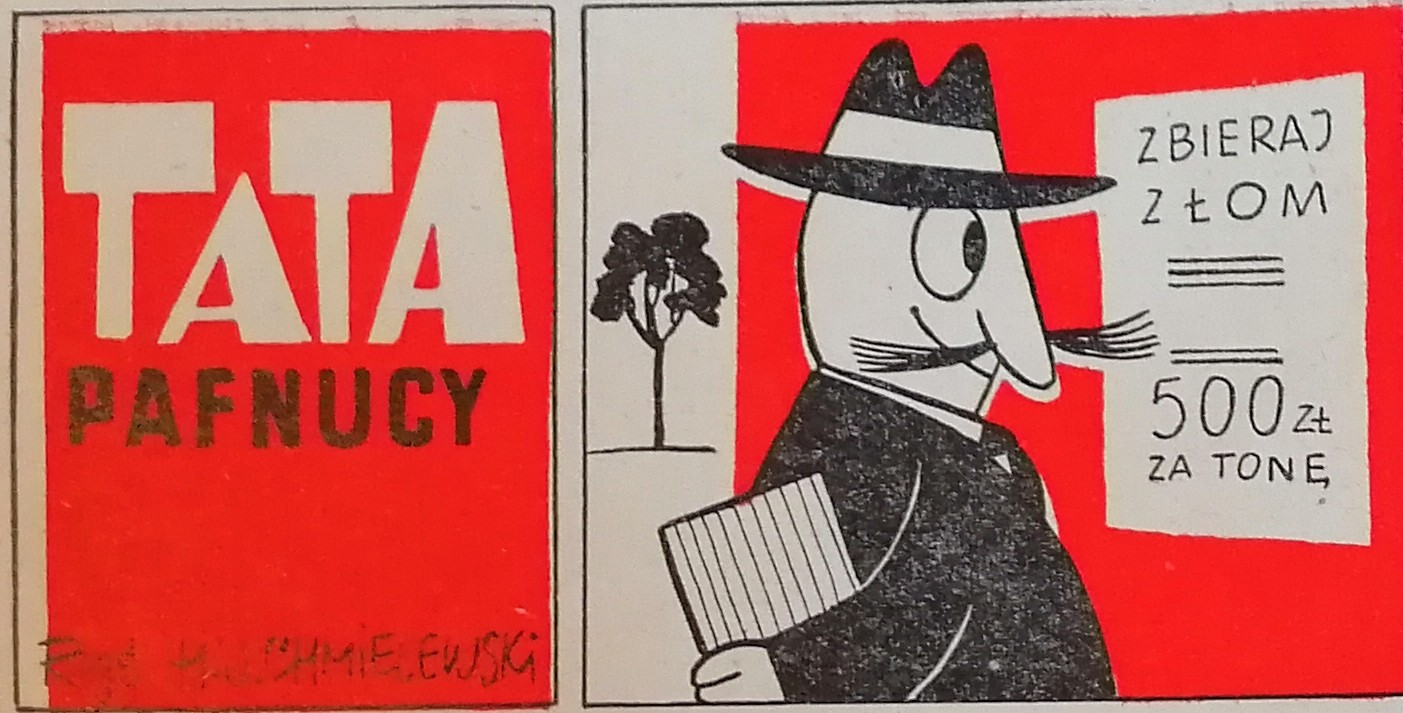
Tata Pafnucy, „Złom na szkoły 1000-lecia” 1961 i „Zbierajmy Złom” 1962

- Anka Telemanka, „Świat Młodych” 1969
- Kapitan Mewka, „Świat Młodych” 1970
- Tędyk Owędyk i jego mądry pies Cyber, „Świat Młodych” 1972
- Kopernik, „Świat Młodych” 1973
- Roz i Bitek, „Świat Młodych” 1974 (wersja czarno-biała), 1977 (wersja kolorowa z rysunkami Mieczysława Teodorczyka)